# دالة روزين بروك

رسمة لدالة روزين بروك في متغيرين

في الإستمثال الرياضي , تعتبر دالة روزين بروك دالة غير محدبة وتستخدم كمشكلة في اختبار إستمثال الخوارزميات . وسميت على اسم هاورد روزين بروك عام 1960 .
وهي تعرف أيضا بدالة الموز ( banana function ) . 

وهدف الدالة هو الحصول على أفضل وأقل قيمة .
وتعرف الدالة بالشكل التالي :
{\displaystyle f(x,y)=(a-x)^{2}+b(y-x^{2})^{2}}

والقيمة الصغري لها عند :
{\displaystyle (x,y)=(a,a^{2})}

حيث :

{\displaystyle f(x,y)=0} 

وعادة ما تكون 

{\displaystyle a=1}

و 

{\displaystyle b=100}.

## التعميمات متعددة الأبعاد

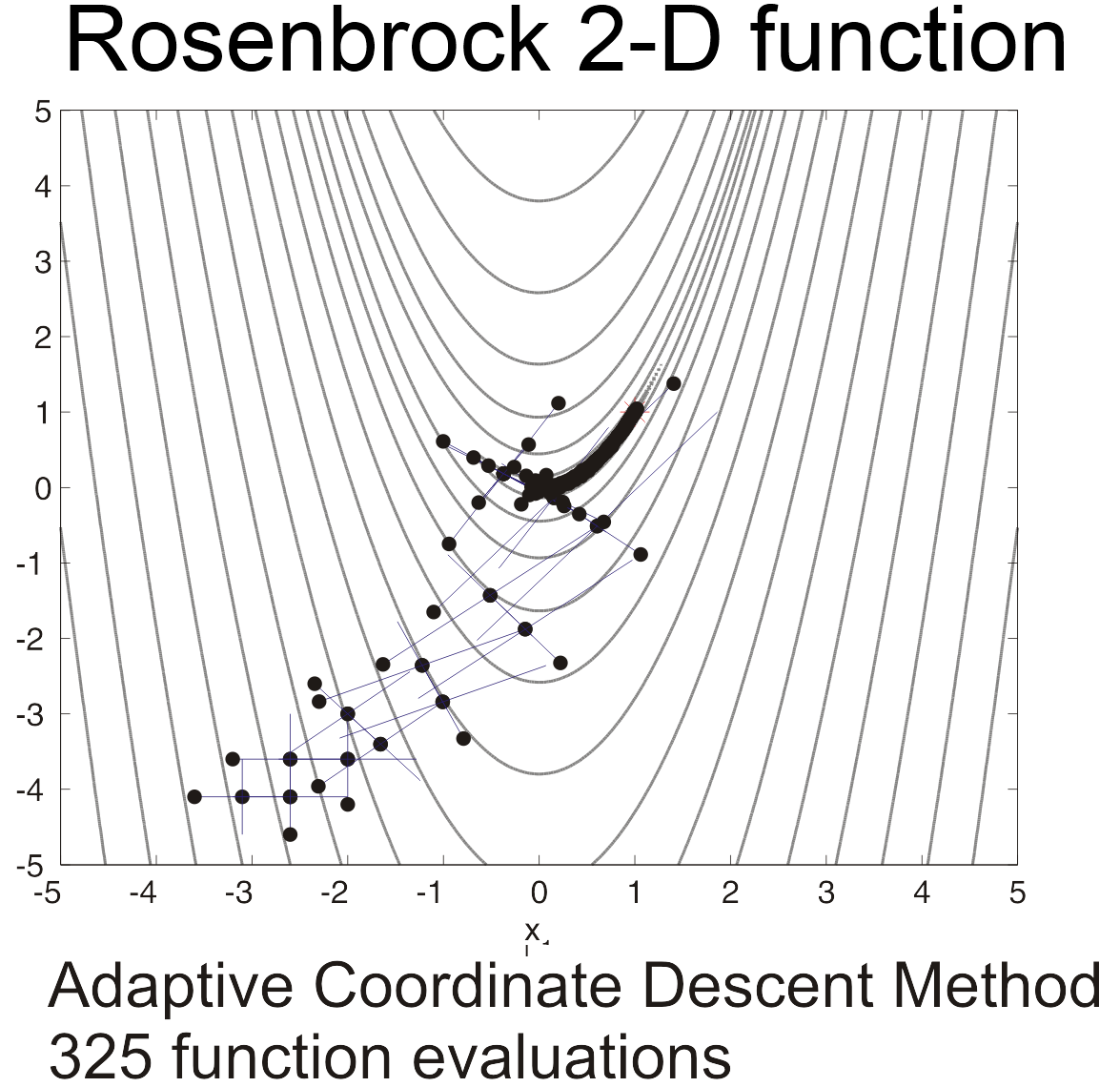
دالة روزين بروك

عادة نواجة متغيرين مختلفين . الأول هو مجموع {\displaystyle N/2} , وتفك بالمعادلة التالية :
{\displaystyle f(\mathbf {x} )=f(x_{1},x_{2},\dots ,x_{N})=\sum _{i=1}^{N/2}\left[100(x_{2i-1}^{2}-x_{2i})^{2}+(x_{2i-1}-1)^{2}\right].}
وتكون قيم {\displaystyle N} موجبة فقط .ويكون للدالة في هذة الحالة حلول بسيطة ويمكن التنبؤ بها . 

والمتغير الثاني هو : 

{\displaystyle f(\mathbf {x} )=\sum _{i=1}^{N-1}100(x_{i+1}-x_{i}^{2})^{2}+(1-x_{i})^{2}\quad {\mbox{where}}\quad \mathbf {x} =[x_{1},\ldots ,x_{N}]\in \mathbb {R} ^{N}.}
وهذا المتغير تبين أن لدية قيمة صغري واحدة فقط ل {\displaystyle N=3} عند {\displaystyle (1,1,1)} . وقيمتين صغري لكل N قيمتها من {\displaystyle 4\leq N\leq 7} وهذة القيمة الصغري تقع بالقرب من النقطة {\displaystyle (x_{1},x_{2},\dots ,x_{N})=(-1,1,\dots ,1)}. ويتم الحصول على هذة النتيجة بجعل درجة الدالة تساوي صفر .ويتم استخدام مبرهنة ستورم للحصول على عدد الجذور الحقيقية للدالة بشرط أن تكون قيمة {\displaystyle |x_{i}|<2.4}. وإذا كانت قيمة {\displaystyle N} أكبر تفشل هذة الطريقة بسبب حجم المعاملات .

## النقاط الثابتة
العديد من الجذور تظهر نمط منتظم عندما يتم رسمها .

## وصلات خارجية
- Rosenbrock function plot in 3D
- Minimizing the Rosenbrock Function by Michael Croucher
- إيريك ويستاين، Rosenbrock Function، ماثوورلد Mathworld (باللغة الإنكليزية).